# Moisés ben Esdras
Moisés ben Jacó ben Esdras (em árabe, أبو هارون موسى بن يعقوب ابن عزرا; n. Granada, entre 1055-1060 — m. após 1138) (em hebraico, משה בן יעקב הסלח אבן עזרא) conhecido como ha-Sallah ("escritor de penitências") foi um rabino, filósofo, linguista e poeta judeu do Alandalus.

## Família
Vinculado com Abraão ibne Esdras, e discípulo de Isaque ibne Guiate, ibne Esdras pertencia a uma das famílias proeminentes do Alandalus. De acordo com Isaque Israeli, tinha três irmãos, Isaque, José e Zacarias, que foram distintos eruditos.

## Obras
A sua "Arugat ha-Bosem" tem em sete capítulos:
1. observações gerais a respeito de Deus, o homem e a filosofia;
2. a unidade de Deus;
3. o inadmissível de aplicar atributos a Deus;
4. o inapropriado de dar nomes a Deus;
5. movimento;
6. natureza;
7. intelecto.

As figuras citadas por ben Esdras na sua obra são Hermes (identificado com Enoch), Pitágoras, Sócrates, Aristóteles, Platão, (pseudo-)Empédocles, Alfarábi, Saadia Gaon, e ibne Gabirol.

## A sua retórica
A sua obra "Kitab al-Muḥaḍarah wal-Mudhakarah" chegou a ser muito mais famosa. Trata-se de um tratado de retórica e poesia, composto segundo as bases do adabe árabe, sendo o único do seu tipo na literatura hebraica. Foi escrito a pedido de um amigo, o qual lhe fizera oito perguntas a respeito da poesia hebraica, as quais correspondem com cada um dos oito capítulos da obra.
Os quatro primeiros tratam da prosa e dos seus escritores, da poesia e dos seus poetas, e do dom natural para a poesia que têm os árabes, o qual ele atribui ao clima da Arábia. Conclui o quarto capítulo dizendo que, salvo raras exceções, as partes poéticas da Bíblia não têm métrica nem ritmo.
O quinto capítulo começa com a história do estabelecimento dos judeus no Alandalus, o qual, de acordo com o autor, começa durante o Êxodo, pois a palavra "Sefarad", usada pelo profeta Obadias (verso 20), significa "Hispânia". A seguir, a descrição da atividade literária dos judeus espanhóis, nomeando os autores mais importantes e as suas obras.
No sexto capítulo, o autor cita várias máximas e descreve a condição intelectual geral da sua época. Desprecia a indiferença mostrada pelo público para os eruditos. Esta indiferença, declara, não afeta a sua personalidade; embora não se conte entre aqueles mal tratados pelo destino, experimentou a boa e a má fortuna. Por outro lado, não possui pretensão alguma de reconhecimento público graças a que foi dotado com a virtude da contenção e da moderação.
No capítulo sete, o autor discute a questão de se é possível compor poesia em sonhos, como alguns autores dignos de confiança fizeram.
O oitavo capítulo é dividido em duas partes, a primeira relacionada com todo o que tem a ver com a poesia e os poetas, e, a segunda, descreve em vinte párrafos, aquilo que tem a ver com os tropos, as figuras, e outra formas poéticas.

## A sua poesia
Ben Esdras é considerado por muitos judeus como o melhor poeta hebraico. Os seus poemas seculares são recolhidos em duas obras: em Tarshish, e na primeira parte do seu Divã (cancioneiro).
O "Tarshish" é dividido em dez capítulos, cada um dos quais se divide seguindo uma ordem alfabética. Está escrito seguindo o estilo árabe de poesia chamado "tajnis," o qual consiste na repetição de palavras em cada estrofe, mas com um significado diferente em cada repetição. O primeiro capítulo é dedicado a certo Abraão (com toda segurança, não se trata de Abraão ibne Esdras), cujos méritos são exaltados seguindo um estilo oriental. Nos nove capítulos que restam discerne-se a respeito de: (cap. ii.) o vinho, o amor e as canções; (iii.) a beleza da vida no campo; (iv., v.) o mal de amores e a separação dos amantes; (vi.) amigos infiéis; (vii.) a velhice; (viii.) vicissitudes da fortuna, e a morte; (ix.) a fé em Deus; (x.) a glória da poesia.

## Poesia sacra
A maior parte das 220 composições sacras de ben Esdras encontram-se no machzor, o tradicional livro de orações judeu para o Yamim Noraim, o Rosh Hashaná (Ano Novo judeu) e o Iom Quipur (Dia do Perdão). Estes poemas de penitência, ou selichot, valeram-lhe o apelativo de HaSallach.
A sua intenção é convidar o homem a buscar no seu interior, representando a vaidade da glória mundana, a desilusão que deve ser experimentada pelos hedonistas, e o inevitável juízo divino.
Avodah, que faz parte da obra, foi habilmente elaborada, e, a sua introdução, é parte do machzor português. Ao contrário dos seus predecessores, ben Esdras começa a sua narração da história bíblica com a entrega da Torá, não com a criação de Adão.
O piyyuttim que segue ao texto da mishná do serviço do Templo, especialmente o piyyut, "Feliz é o olho que o contemplou", são considerados como peças de considerável beleza.